# Simon Kitenge
Pour les articles homonymes, voir Kitenge.
Simon Kitenge est le vice-ministre des Affaires sociales de la République démocratique du Congo. Il a remplacé Alphonse Magbaka à ce poste par le décret n°5/159 du 18 novembre 2005, portant Réaménagement du gouvernement de la transition.